# Ranger X
Ranger X (яп. エクスランザー экс-рандза) — японская компьютерная игра в жанре беги и стреляй, разработанная в 1993 году студией Gau Entertainment и выпущенная компанией Sega для приставки Mega Drive.

## Игровой процесс

Кадр из первого уровня

Игрок управляет так называемым Рейнджером Икс, человеком, находящимся внутри боевого экзоскелета, который защищает свою родную планету от нашествия иноземных захватчиков. Герой экипирован реактивным ранцем, с его мощью может летать, но только на небольшие расстояния. Летучесть ранца зависит от его температуры, как только он нагревается, персонаж должен приземлиться на землю и подождать, пока двигатель остынет. Кроме стандартного ружья игроку доступны также некоторые дополнительные виды оружия, такие, например, как огнемёт и устройство с возвращающимися снарядами. Использование дополнительного оружия ограничено энергетической шкалой, убывающей после каждого выстрела и восстанавливающейся посредством сбора специальных предметов, повышающих уровень энергии. На некоторых уровнях герою даётся вспомогательный механизм под названием Индра — футуристический мотоцикл, напоминающий «Робокопа, сидящего на Харлее». Индра способен передвигаться и вести огонь независимо от Рейнджера Икс, но при желании они могут быть соединены в одну более мощную боевую единицу.
Вся игра подразделена на несколько уровней, перед каждым из которых происходит небольшой брифинг, где подробно объясняются цели и задачи предстоящей миссии. Для прохождения уровня герой, как правило, через полчища врагов должен прорваться в определённое место, уничтожить целевые объекты и победить босса.

## Отзывы и критика
| Иноязычные издания | Иноязычные издания     |
| Издание            | Оценка                 |
| ------------------ | ---------------------- |
| EGM                | 8/10, 9/10, 7/10, 7/10 |
| GamePro            | 4/5                    |
| Mega               | 81/100                 |
| Sega Force Mega    | 85/100                 |

Ranger X удостоился в основном положительных отзывов прессы. Обозреватель журнала Mega похвалил широкие тактические возможности, появляющиеся благодаря смене оружия, и необходимость использования дополнительного механизма-мотоцикла. То же мнение выразили критики журналов Sega Force Mega и GamePro, отметив удачную двойственность геймплея, где одновременно можно и летать, и водить мотоцикл. Графика игры называлась впечатляющей, по мнению ряда изданий она создана на грани технических ограничений консоли: положительную оценку получила прорисовка задних планов, ясность спрайтов объектов и представление кат-сцен между уровнями. В рецензии журнала Electronic Gaming Monthly выражено мнение, что графика здесь самая лучшая из всех когда-либо виденных на Mega Drive.
Однако не все аспекты игры были восприняты положительно, в частности, в отношении сложности мнения разделились. Некоторые сочли её нормальной или даже лёгкой, тогда как другие пришли к выводу, что игра слишком сложна для начинающих игроков. Обозреватель EGM, кроме того, подметил не совсем удобное управление, при котором некоторые эффективные движения экзоскелета выполняются с большим трудом, часто приводя к неудаче и потери жизни. Несмотря на недостатки, все издания согласились друг с другом насчёт общего качества продукта, цитируя Mega, «здесь много захватывающих воображение моментов, увидев которые, вы зададитесь вопросом, отчего все остальные игры данного жанра такие монотонные».